# Chef de l'opposition (Thaïlande)
Pour les articles homonymes, voir Chef de l'opposition.
Le chef de l'opposition à la Chambre des représentants (en thaï : ผู้นำฝ่ายค้านในสภาผู้แทนราษฎร) est le député qui dirige l'opposition parlementaire à la Chambre des représentants thaïlandaise. Il s'agit du chef du principal parti politique qui n'est pas au gouvernement, qui correspond au deuxième parti représenté à la Chambre.
Suivant le système de Westminster du Royaume-Uni, la Thaïlande dispose d'un chef de l'opposition parlementaire depuis 1975. Le poste devient un titre officiel avec la Constitution de 2007 où le chef de l'opposition est choisi après la nomination du Premier ministre et de son gouvernement.
Pour être nommé chef de l'opposition, il faut être le chef du parti politique ayant le plus de sièges (au minimum 96) à la Chambre ne soutenant pas le gouvernement. Le chef de l'opposition peut aussi être le chef d'un parti minoritaire avec le plus grand nombre de sièges. Dans tous les cas, le parti duquel le membre est issu ne doit pas être issu du gouvernement et ainsi occuper des fonctions ministérielles.
La nomination au poste de chef de l'opposition à la Chambre des représentants est faite et investie par le roi.
L'actuel chef de l'opposition, durant la 26e législature, est Natthaphong Ruangpanyawut, chef du Parti du peuple, depuis le 1er octobre 2024.

## Liste des chefs de l'opposition
| Portrait                                                  | Chef                      | Parti            | Parti               | Date de nomination                                                                        | Fin de fonction                   | Raison                                                                                 | Premier ministre | Premier ministre                              |
| --------------------------------------------------------- | ------------------------- | ---------------- | ------------------- | ----------------------------------------------------------------------------------------- | --------------------------------- | -------------------------------------------------------------------------------------- | ---------------- | --------------------------------------------- |
|                                                           | Seni Pramot               |                  | Parti démocrate     | 22 mars 1975                                                                              | 12 janvier 1976                   | Dissolution de la 11e législature                                                      |                  | Khuek-rit Pramot (AS)                         |
| Fonction vacante du 12 janvier 1976 au 24 mai 1983        |                           |                  |                     |                                                                                           |                                   |                                                                                        |                  |                                               |
|                                                           | Pramarn Adireksarn        |                  | Nation thaïe        | 24 mai 1983                                                                               | 1er mai 1986                      | Dissolution de la 14e législature                                                      |                  | Prem Tinsulanonda (SE)                        |
| Fonction vacante du 1er mai 1986 au 15 mai 1992           |                           |                  |                     |                                                                                           |                                   |                                                                                        |                  |                                               |
|                                                           | Chawalit Yongchaiyut      |                  | Nouvelle aspiration | 15 mai 1992                                                                               | 30 juin 1992                      | Dissolution de la 17e législature                                                      |                  | Suchinda Khra-prayun (SE)                     |
|                                                           | Pramarn Adireksarn        |                  | Nation thaïe        | 30 octobre 1992                                                                           | 7 mai 1994                        | Démission à la tête du parti                                                           |                  | Chuan Likphai (DP)                            |
|                                                           | Banhan Sinlapa-acha       |                  | Nation thaïe        | 27 mai 1994                                                                               | 19 mai 1995                       | Dissolution de la 18e législature                                                      |                  | Chuan Likphai (DP)                            |
|                                                           | Chuan Likphai,            |                  | Parti démocrate     | 4 août 1995                                                                               | 27 septembre 1996                 | Dissolution de la 19e législature                                                      |                  | Banhan Sinlapa-acha (NT)                      |
| 21 décembre 1996                                          | Chuan Likphai,            | 8 novembre 1997  | Parti démocrate     | Accession au poste de Premier ministre à la suite de la démission de Chawalit Yongchaiyut |                                   | Chawalit Yongchaiyut (NA)                                                              |                  |                                               |
|                                                           | Chawalit Yongchaiyut,     |                  | Nouvelle aspiration | 26 novembre 1997                                                                          | 2 juin 1998                       | Démission à la tête du parti                                                           |                  | Chuan Likphai (DP)                            |
| 2 septembre 1998                                          | Chawalit Yongchaiyut,     | 27 avril 1999    | Nouvelle aspiration | Démission à la tête du parti                                                              |                                   |                                                                                        |                  | Chuan Likphai (DP)                            |
| 12 mai 1999                                               | Chawalit Yongchaiyut,     | 9 novembre 2000  | Nouvelle aspiration | Dissolution de la 20e législature                                                         |                                   |                                                                                        |                  | Chuan Likphai (DP)                            |
|                                                           | Chuan Likphai             |                  | Parti démocrate     | 11 mars 2001                                                                              | 3 mai 2003                        | Démission à la tête du parti                                                           |                  | Thaksin Shinawatra (TRT)                      |
|                                                           | Banyat Bantadtan          | 23 mai 2003      | Parti démocrate     | 5 janvier 2005                                                                            | Fin de la législature             |                                                                                        |                  | Thaksin Shinawatra (TRT)                      |
|                                                           | Aphisit Wetchachiwa       | 23 avril 2005    | Parti démocrate     | 24 février 2006                                                                           | Dissolution de la 22e législature |                                                                                        |                  | Thaksin Shinawatra (TRT)                      |
| Fonction vacante du 24 février 2006 au 27 février 2008    |                           |                  |                     |                                                                                           |                                   |                                                                                        |                  |                                               |
|                                                           | Aphisit Wetchachiwa       |                  | Parti démocrate     | 27 février 2008                                                                           | 17 décembre 2008                  | Accession au poste de Premier ministre à la suite de la démission de Somchai Wongsawat |                  | Samak Sunthorawet (PP) Somchai Wongsawat (PP) |
| Fonction vacante du 17 décembre 2008 au 16 septembre 2011 |                           |                  |                     |                                                                                           |                                   |                                                                                        |                  |                                               |
|                                                           | Aphisit Wetchachiwa       |                  | Parti démocrate     | 16 septembre 2011                                                                         | 9 décembre 2013                   | Dissolution de la 24e législature                                                      |                  | Yingluck Shinawatra (PT)                      |
| Fonction vacante du 9 décembre 2013 au 17 août 2019       |                           |                  |                     |                                                                                           |                                   |                                                                                        |                  |                                               |
|                                                           | Sompong Amornwiwat,       |                  | Pheu Thai           | 17 août 2019                                                                              | 26 septembre 2020                 | Démission à la tête du parti                                                           |                  | Prayut Chan-o-cha (SE/NTU)                    |
| 6 décembre 2020                                           | Sompong Amornwiwat,       | 28 octobre 2021  | Pheu Thai           | Démission à la tête du parti                                                              |                                   |                                                                                        |                  | Prayut Chan-o-cha (SE/NTU)                    |
|                                                           | Chonlanan Srikaew         | 23 décembre 2021 | Pheu Thai           | 20 mars 2023                                                                              | Dissolution de la 25e législature |                                                                                        |                  | Prayut Chan-o-cha (SE/NTU)                    |
|                                                           | Chonlanan Srikaew         | 23 décembre 2021 | Pheu Thai           | 20 mars 2023                                                                              | Dissolution de la 25e législature |                                                                                        |                  | Prayut Chan-o-cha (SE/NTU)                    |
|                                                           | Chaitawat Tulathon        |                  | Aller de l'avant    | 17 décembre 2023                                                                          | 7 août 2024                       | Déclaré inéligible à la vie politique pour 10 ans                                      |                  | Srettha Thavisin (PT)                         |
|                                                           | Natthaphong Ruangpanyawut | Parti du peuple  | 1er octobre 2024    | en fonction                                                                               | en fonction                       | Paethongtarn Shinawatra (PT)                                                           |                  |                                               |